# Jacó (Costa Rica)
Pour les articles homonymes, voir Jaco.
Jacó est une ville de villégiature située sur la côte pacifique du Costa Rica dans la province de Puntarenas à une centaine de kilomètres de la capitale San José. Elle est le chef-lieu du canton de Garabito.

## Tourisme
Jacó est une ville qui s'est développée autour du tourisme. La plage de 4 km, la vie nocturne et le surf attirent de nombreux touristes chaque année. La ville est très propice à la pratique du surf, elle a d'ailleurs accueilli les mondiaux de l'ISA (Association International du Surf) en 2016.

## Protection de l'environnement
Directement à 5 km de Jacó, on trouve le refuge national de Playa Hermosa. Elle vise à protéger la nidification des tortues de Kemp, une espèce en danger d'extinction depuis 1970 ainsi que d'autres tortues menacées.
Le parc national Carara se trouve juste au Nord de Jacó à une vingtaine de kilomètres. Il est reconnu comme l'un des plus beaux parcs du Costa Rica avec ses 5 242 hectares et ses milliers d'espèces différentes,.
La ville de Jacó a récemment pris la décision de devenir la première ville sans plastique du pays. Elle veut interdire ainsi les sacs plastiques, les pailles, les touillettes ainsi que tous les objets en plastique à usage unique. Le but est d'avoir des plages propres et de changer les mentalités vers une ère sans plastique.